# Viktor Veselý
Viktor Veselý (2. prosince 1887 Velké Karlovice – 10. července 1966 Nový Jičín) byl český právník, klavírista, hudební skladatel a pedagog.

## Život
Vystudoval gymnázium ve Valašském Meziříčí a Právnickou fakultu Univerzity Karlovy v Praze. Vedle toho studoval soukromě skladbu u Vítězslava Nováka a hru na klavír u Romana Veselého a Viléma Kurze. Studium dokončil státní zkouškou z klavíru v roce 1949.
Byl soudcem ve Valašském Meziříčí, Olomouci, Rožnově pod Radhoštěm a právníkem na Ministerstva zemědělství. Ve všech městech, kde pracoval jako právník, se výrazně podílel na hudebním životě. Působil jako klavírista a varhaník. Po odchodu do důchodu se plně věnoval hudbě. Žil v Novém Jičíně, působil jako korepetitor Beskydského divadla a vyučoval hudbě soukromě i na hudební škole.

## Dílo
Komponoval převážně skladby pro klavír a komorní hudbu. Napsal však i několik děl pro velký orchestr a pro dechovku.
Výběr skladeb
- Podvečer na slovenské salaši (klavír, 1904)
- Scherzino (klavír, 1907)
- Serenata (klavírní trio, 1907)
- Intermezzo a Silhouetta (klavír, 1911)
- Rozmary (klavír, 1921)
- Smyčcový kvartet g-moll (1922)
- Ciacona (varhany, 1931)
- Slavnostní pochod pro velký orchestr (1935)
- Úpravy lidových písní pro mužský sbor (1946)